# Mina przeciwtransportowa
Uzasadnienie:  To samo pojęcie
Mina przeciwtransportowa – mina lądowa przeznaczona do zwalczania środków transportowych (drogowych i kolejowych). Złożona jest z obudowy (kadłuba), materiału wybuchowego, zapalnika – może też być wyposażona w opóźniacz, powodujący zadziałanie ze zwłoką. Od miny przeciwpancernej różni się większą powierzchnią zapalnika naciskowego.